# Игор Матић
Игор Матић (Бугојно, 22. јул 1981) бивши је српски фудбалер а садашњи фудбалски тренер.

## Играчка каријера
Током професионалне каријере Матић је у Србији наступао за Земун, ОФК Београд, зрењанински Банат, крушевачки Напредак и Чукарички, а носио је дрес и француског Кана, казахстанског Мегаспорта и црногорских Грбља и Могрена.
Матић је био део младе репрезентације Србије и Црне Горе која је на Европском првенству 2004. у Немачкој заузела друго место. Такође је био учесник националне селекције на Олимпијским играма 2004. године у Атини.

## Тренерска каријера
Матић је 16. августа 2023. постављен за шефа стручног штаба ФК Чукарички и на тој функцији је остао до 26. децембра исте године. Водио је екипу у европским такмичењима где је Чукарички најпре уз два пораза елиминисан од Олимпијакоса у плеј-офу квалификација за Лигу Европе, док је у групној фази Лиге конференције у конкуренцији Ференцвароша, Фјорентине и Генка, клуб заузео последње место, без освојеног бода. У Суперлиги Србије, Чукарички је са Матићем на клупи имао скор од шест победа, четири ремија и шест пораза. Почетком 2024. године именован је на место шефа стручног штаба Новог Пазара. Добио је отказ у марту исте године.

## Трофеји
Могрен
- Прва лига Црне Горе: 2010/11.

Чукарички
- Куп Србије: 2014/15.